# Івонн Мойсбургер
Івонн Мойсбургер (нім. Yvonne Meusburger, нар. 3 жовтня 1983) — колишня австрійська професійна тенісистка.
Здобула один одиночний титул туру WTA і 15 одиночних та 9 парних титулів туру ITF.
Найвищу одиночну позицію рейтингу WTA — 37 місце досягнула 31 березня 2014, парну — 104 місце — 30 серпня 2010.
Завершила кар'єру 2015 року.

## Фінали турнірів WTA

### Одиночний розряд: 3 (1-2)
| Перемога — Легенда                  |
| ----------------------------------- |
| Турніри Великого шолома (0–0)       |
| Турніри WTA Tour (0–0)              |
| Premier Mandatory & Premier 5 (0–0) |
| Premier (0–0)                       |
| International (1–2)                 |

| Титули за покриттям |
| ------------------- |
| Тверде (0–0)        |
| Трава (0–0)         |
| Ґрунт (1–2)         |
| Килим (0–0)         |

| Результат | Ранг | Дата          | Championship                              | Покриття | Опонент in the final      | Рахунок in the final |
| --------- | ---- | ------------- | ----------------------------------------- | -------- | ------------------------- | -------------------- |
| Поразка   | 1.   | 29 липня 2007 | Gastein Ladies, Bad Gastein, Австрія      | Ґрунт    | Франческа Ск'явоне        | 1-6, 4-6             |
| Поразка   | 2.   | 14 липня 2013 | Hungarian Ladies Open, Budapest, Угорщина | Ґрунт    | Симона Халеп              | 3–6, 7–6(9–7), 1–6   |
| Перемога  | 1.   | 21 липня 2013 | Gastein Ladies, Bad Gastein, Австрія      | Ґрунт    | Андреа Сестіні Главачкова | 7–5, 6–2             |

## Досягнення в одиночних змаганнях
| Турніри Великого Шлему                 |     |     |     |     |     |     |     |     |     |     |     |       |
| Відкритий чемпіонат Австралії з тенісу | К1р | 1р  | К2р | К2р | 1р  | 2р  | A   | К3р | A   | 3р  | 1р  | 3–6   |
| Відкритий чемпіонат Франції з тенісу   | 1р  | К1р | 1р  | 1р  | 1р  | 2р  | К2р | К2р | К3р | 2р  | A   | 2–6   |
| Вімблдонський турнір                   | К2р | К1р | 2р  | 1р  | К2р | 1р  | К2р | К2р | 1р  | 2р  | A   | 2–5   |
| Відкритий чемпіонат США з тенісу       | К2р | К1р | 1р  | 2р  | 1р  | 2р  | К1р | К2р | 1р  | 1р  | A   | 2–6   |
| Перемоги-Поразки                       | 0–1 | 0–1 | 1–3 | 2–4 | 0–3 | 3–4 | 0–0 | 0–0 | 0–2 | 4-4 | 0-1 | 10-22 |

## Досягнення в парному розряді
| Турніри Великого Шлему           |     |     |     |     |     |
| Australian Open                  |     | 1р  |     | 1р  | 0–2 |
| French Open                      |     |     |     | 1р  | 0–1 |
| Вімблдонський турнір             |     |     |     | 1р  | 0–1 |
| Відкритий чемпіонат США з тенісу | 1р  |     | 1р  |     | 0–2 |
| Перемоги-Поразки                 | 0–1 | 0–1 | 0–1 | 0–1 | 0–4 |